# Hubert Léonard

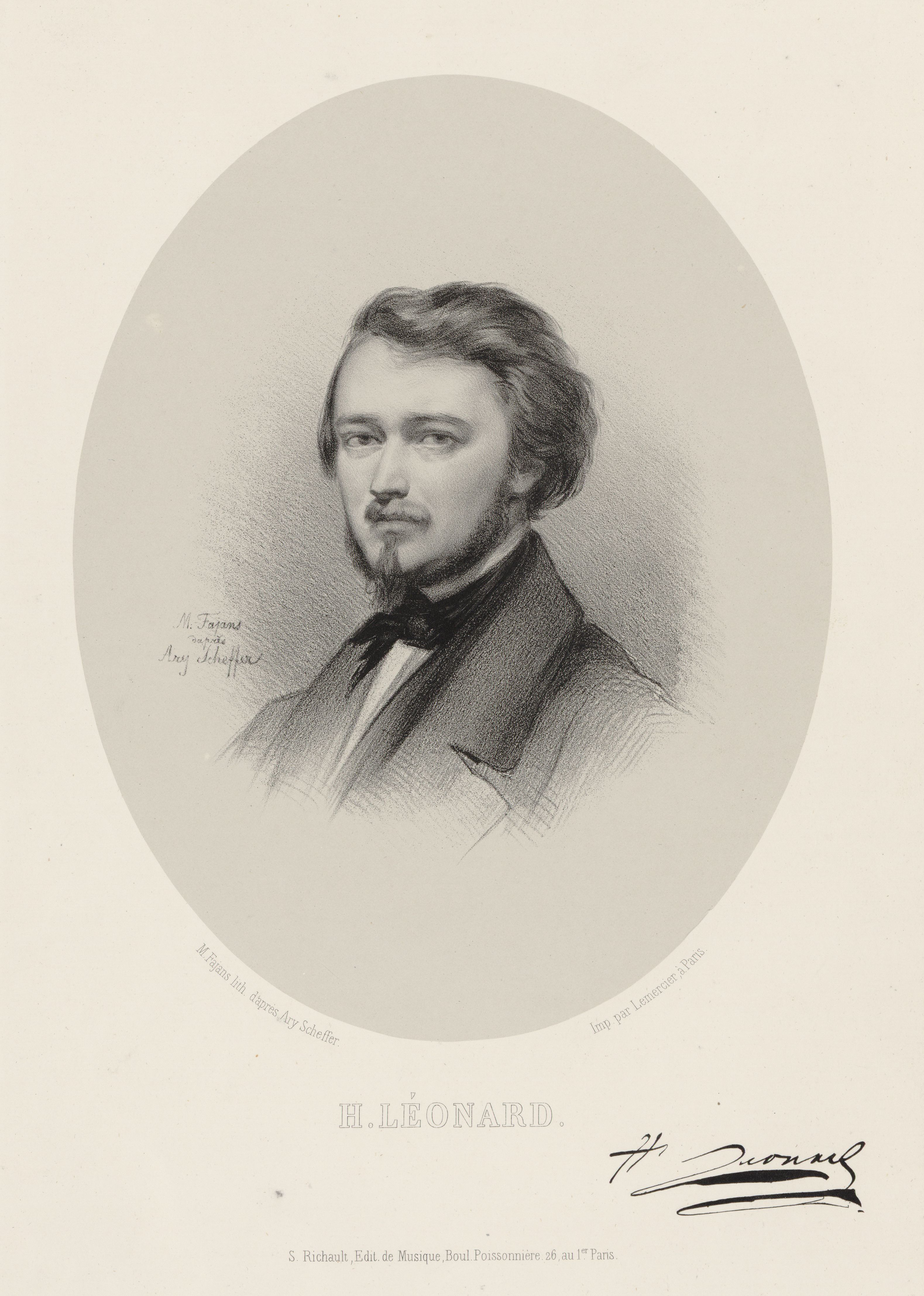
Hubert Léonard

Hubert Léonard (* 7. April 1819 in Lüttich; † 6. Mai 1890 in Paris) war ein belgischer Violinist und Komponist.

## Leben
Hubert Léonard erhielt ersten Unterricht von seinem Vater und Privatunterricht bei Auguste Rouma (1802–1874), er debütierte 1832 in Lüttich. Danach studierte er bei François Prume in Brüssel und von 1836 bis 1839 bei François-Antoine Habeneck in Paris Violine, Harmonielehre und Komposition, bevor er dem Ruf Felix Mendelssohn Bartholdys folgend nach Leipzig reiste. In ihm fand er einen exzellenten Lehrer und Kenner des deutschen Musiklebens. Im Gewandhaus wurde 1845 sein Violinkonzert Nr. 1 unter Mendelssohn aufgeführt. Mendelssohns Violinkonzert in e-Moll op. 64 führte Léonard 1846 in Berlin auf. Mit seinem Landsmann Henri Vieuxtemps verband ihn seit 1841 eine enge Freundschaft.
Von 1845 bis 1848 unternahm er Konzertreisen durch ganz Europa, im Jahre 1853 wurde er Professor am königlichen Konservatorium Brüssel als Nachfolger von Charles-Auguste de Bériot. 1866 ließ er sich nach einem Streit mit dem Direktor des Konservatoriums François-Joseph Fétis in Paris nieder, wo er als Solist, Komponist und Lehrer wirkte. In der Zeit des Deutsch-Französischen Krieges 1870 bis 1872 unterrichtete er am Lütticher Konservatorium. Bekannte Schüler waren die ebenfalls aus Lüttich stammenden Martin Marsick und César Thomson (1857–1931) sowie Henri Marteau (1874–1934), Tivadar Nachéz, Frantz Jehin-Prume und Ovide Musin und der Kanadier Alfred De Sève.
Das Werk Léonards war inspiriert vom klassischen Geist seiner Zeit, der Eleganz und der Sensibilität, die auch Mendelssohn auszeichneten. Seine Werke sind fast gänzlich in Vergessenheit geraten und werden fast nur noch zu Studienzwecken gespielt. Überdauert haben ihn seine Kadenzen zu Violinkonzerten anderer Komponisten. Als Geiger zeichnete ihn vor allem seine Musikalität und weniger seine Virtuosität aus.

## Werk
Léonard komponierte 5 Violinkonzerte (Op. 10, 14, 16, 26 und 28), Kammermusik, etwa 10 Fantasien, zahlreiche didaktische Werke und Kadenzen zu Violinkonzerten.